# Lejlighedsvis eksplosiv forstyrrelse
Lejlighedsvis eksplosiv forstyrrelse (IED, Intermittent Explosive Disorder) er en adfærdsforstyrrelse, der karakteriseres ved uoverlagte, eksplosive udbrud, ofte grænsende til raseri, ude af proportion med omstændighederne (f.eks. impulsiv skrigeri fremkaldt af relativt ubetydelige hændelser). Nogle individer melder om affektive forandringer forud for et udbrud, f.eks. anspændthed, humørskift, forandringer i energiniveauet o.a.
I DSM-5, den femte udgave af den Nordamerikanske Forening af Psykiateres manual for diagnostik og statistik optræder Intermittent Explosive Disorder under kategorien “Impulskontrol- og Adfærdsforstyrrelser”. Herunder indregnes en adfærd med både fysisk aggression og verbal og ikke-destruktiv/ikke-fysisk-skadende fysisk aggression. I den foregående manual, DSM-IV, blev lidelsen tillige defineret ved en impulsivitet, hvor subjektiv nød gik forud for de eksplosive udbrud, og kriteriet tillod samtidige diagnoser med borderline- og antisociale personlighedforstyrrelser.
Individer diagnosticeret med IED melder om kortvarende udbrud (mindre end 1 time), der ledsages af forskellige kropslige symptomer (sveden, stammen, stramhed i brystkassen, sitren, hjertebanken o.a.). Aggressive handlinger meldes ofte samtidigt ledsaget af en følelse af lettelse og i visse tilfælde nydelse, skønt ofte senere fulgt af anger.
Impulsiv adfærd af den aggressive slags antages at hidrøre fra lav produktion af serotonin og menes af være arveligt betinget.
I trafikken er denne lidelse blevet synlig som følge af den populære betegnelse road rage (på dansk den noget nedtonede oversættelse "vejvrede"), som især i USA manifesterer sig ved voldelige og morderiske overfald som følge af ubetydelige trafikale hændelser.